# Sebastian Hess (Agrarwissenschaftler)
Sebastian Hess (* 7. Dezember 1975 in Kassel) ist ein deutscher Agrarwissenschaftler und Hochschullehrer sowie Prorektor an der Universität Hohenheim.

## Leben und Wirken
Hess studierte nach einer landwirtschaftlichen Lehre 1998–2000 Agrarwissenschaften an der Universität Göttingen dem sich ein Studium an der University of California in Davis anschloss.
Im Jahr 2003 absolvierte er das Master Examen in Agricultural Economics mit dem Thema: „The Employment of Seasonal Farm Workers from Central and Eastern European Countries in German Agriculture“. Danach war Hess Wissenschaftlicher Mitarbeiter am Department für Agrarökonomie und Rurale Entwicklung der Universität Göttingen. Die Promotion erfolgte 2007 mit dem Thema: „Meta-Analyse angewandter Gleichgewichtsmodelle des internationalen Agrarhandels“.
Von 2008 bis 2014 war Hess zunächst Postdoc, dann Assistant Professor und ab 2013 Associate Professor an der SLU Sveriges lantbruksuniversitet in Uppsala, Schweden. Im Jahr 2013 hat er die schwedische Habilitation in Uppsala mit dem Titel: Docent in Ekonomi abgeschlossen.
2014 wurde Hess auf die Stiftungsprofessur an die Universität Kiel berufen. Die Berufung auf den Lehrstuhl Agrarmärkte der Universität Hohenheim erfolgte 2019. Die Leitung der Forschungsstelle für das Genossenschaftswesen nahm Hess im April 2021 zusätzlich an. Im Dezember 2023 wählte der Senat der Universität Hohenheim Sebastian Hess für 3 Jahre zum Prorektor (Lehre) ab April 2024.

## Tätigkeitsbereiche
- Sebastian Hess wurde im Rahmen des XVI EAAE Congress 2021 in Prag mit dem Best Referee Award des European Review of Agricultural Economics für das Jahr 2018 ausgezeichnet.[6]
- Member of the Board of Editors CIGR-Ejournal[7].
- Sebastian Hess ist einer der drei Editoren des German Journal of Agricultural Economics[8]

## Veröffentlichungen (Auswahl)
- Was bedeutet der Green Deal für die Genossenschaften im europäischen Agrar- und Ernährungssektor? In: Zeitschrift für das gesamte Genossenschaftswesen. vol. 72, no. 1, 2022, S. 1–6. doi:10.1515/zfgg-2022-0001
- C. Weissgerber, S. Hess: Farmers' preferences for adopting on-farm concentration of raw milk: Results from a discrete choice experiment in Germany. In: Journal of Dairy Science. Open Access Published: 9. Februar 2022. doi:10.3168/jds.2021-20528
- S. Kresova, D. Gutjahr, S. Hess: German consumer evaluations of milk in blind and non-blind tests. In: Journal of Dairy Science. 2022. ISSN 0022-0302, doi:10.3168/jds.2021-20708.
- K. Fischer, S. Hess: The Swedish Media Debate on GMO Between 1994 and 2018: What Attention was Given to Farmers’ Perspectives, Environmental Communication. 2021. doi:10.1080/17524032.2021.1960406
- K. Fischer, S. Hess: Beyond Cost Minimisation: Farmers’ Perspectives on the Adoption of GM Fodder in Sweden. In: German Journal of Agricultural Economics. Vol. 70, Nr. 2, 2021, 84-100.
- S. Hoehl, S. Hess: Liquidity, hedging and the survival of North German dairy farms. In: European Review of Agricultural Economics. jbab009, 2021. doi:10.1093/erae/jbab009
- Meta-Analyse angewandter Gleichgewichtsmodelle des internationalen Agrarhandels. Dissertationsschrift. Universität Göttingen, 2007.
- S. Hess, S. von Cramon-Taubadel: Meta-Analysis of General and Partial Equilibrium Simulations of Doha Round Outcomes. In: K. Otsuka, K. Kalirajan (Hrsg.): Contributions of Agricultural Economics to Critical Policy Issues. Blackwell, Malden, MA 2007.
- The Demand for Seasonal Farm Labor from Central- and Eastern European Countries in German Agriculture. In: Agricultural Engineering International: the CIGR Ejournal. Vol. VIII, Mai 2006.
- Eine ökonometrische Analyse CGE- basierter Handelssimulationen im Rahmen der Doha-Runde. In: E. Bahrs, S. Von Cramon-Taubadel, A. Spiller, L. Theuvsen, M. Zeller: Unternehmen im Agrarbereich vor neuen Herausforderungen. 45. Tagungsband der Gesellschaft für Wirtschafts- und Sozialwissenschaften des Landbaues (GeWiSoLa) 5. Oktober 2005 bis 7. Oktober 2005. 2007.
- Die Beschäftigung mittel-und osteuropäischer Saisonarbeitskräfte in der deutschen Landwirtschaft. In: Berichte über Landwirtschaft. Band 82, Nr. 4, Dezember 2004, S. 602–627. (Bis 2007 zitiert laut Social-Science-Citation index (ohne self citations): 1)
- The Employment of Seasonal Farm Workers from Central and Eastern European Countries in German Agriculture. Masterthesis. Institute for Agricultural Economics, Göttingen 2003.